# Рязанка (Липецкая область)
Ряза́нка — деревня в Чаплыгинском районе Липецкой области. Входит в состав Урусовского сельсовета.

## География
Деревня находится на правом берегу реки Ранова у границы с Рязанской областью.

### Часовой пояс
Деревня Рязанка, как и вся Липецкая область, находится в часовой зоне МСК (московское время). Смещение применяемого времени относительно UTC составляет +3:00.

## История
Известна с XVII века. Название свидетельствует о том, что первопоселенцы деревни пришли из-под Рязани.

## Население
| 2010 |
| ---- |
| 14   |

## Достопримечательности
В Рязанке находилось родовое имение Семёновых. Здесь в 1827 году родился русский учёный географ и путешественник П. П. Семёнов-Тян-Шанский. Сохранился его дом и парк, посаженный братом Н. П. Семёновым. В парке представлены редкие породы деревьев из разных стран мира. Сегодня вся усадьба — , а парк — дендрологический памятник природы.